# Asinaro
Pour les articles homonymes, voir Noto.
L’Asinaros, ou Asinaro plus fréquemment transcrit Assinaros (en grec ancien Ἀσίναρος ou Ἀσιναρός), qui a pu aussi être appelé Asinarus ou même Noto, est un fleuve de petite envergure en Sicile situé au sud de Syracuse, qui prend sa source dans les monts Hybléens près de la limite entre les communes de Noto et de Palazzolo Acréide et passe près de la villa du Tellaro). Il est resté célèbre dans l'histoire de la Grèce antique comme le théâtre d'une défaite d'Athènes face à Syracuse lors de l'expédition de Sicile, le 16 septembre 413 av. J.-C.

## Histoire
Le « désastre de l'Assinaros », comme l'appellent les Athéniens, est relaté notamment par Thucydide. Après la défaite de leur flotte, les troupes athéniennes conduites par Nicias et Démosthène effectuent une retraite désespérée vers Camarina, après avoir échoué à rejoindre Catane dont la route est coupée par les troupes de Syracuse et de Sparte conduites par Gylippos. Le corps expéditionnaire est réduit de moitié après que l'arrière garde conduite Démosthène est vaincue et forcée à se rendre. Le restant du corps expéditionnaire à demi-mort de soif est massacré lors du passage du fleuve Assinaros. Diodore de Sicile mentionne 18 000 morts et  7 000 prisonniers. Nicias se rend à Gylippos avec ce qui reste du corps expéditionnaire mais est exécuté avec Démosthène par les Syracusains. Le reste des soldats est réduit en esclavage. Les Syracusains instituent la fête des Assinaria pour commémorer leur victoire.

## Source de traduction
- (it) Cet article est partiellement ou en totalité issu de l’article de Wikipédia en italien intitulé « Asinaro » (voir la liste des auteurs).